# Burg Lichtenstein (Haldenstein)
Die Burg Lichtenstein ist die Ruine einer Felsenburg oberhalb der Gemeinde Chur im schweizerischen Kanton Graubünden.

## Lage
Die Burg Lichtenstein liegt auf einem Felsrücken bei 770 m hoch über dem Rheintal und ist neben der Burg Grottenstein und der Burg Haldenstein eine der drei Burgen der Gemeinde. Sie ist vom Dorf aus über eine schmale Fahrstrasse (Fahrverbot) problemlos in einer halben Stunde zu erreichen. Ihres Aussehens wegen – die Ruine ähnelt einer liegenden Katze – wird Lichtenstein im Volksmund auch Katzenburg genannt.

## Geschichte

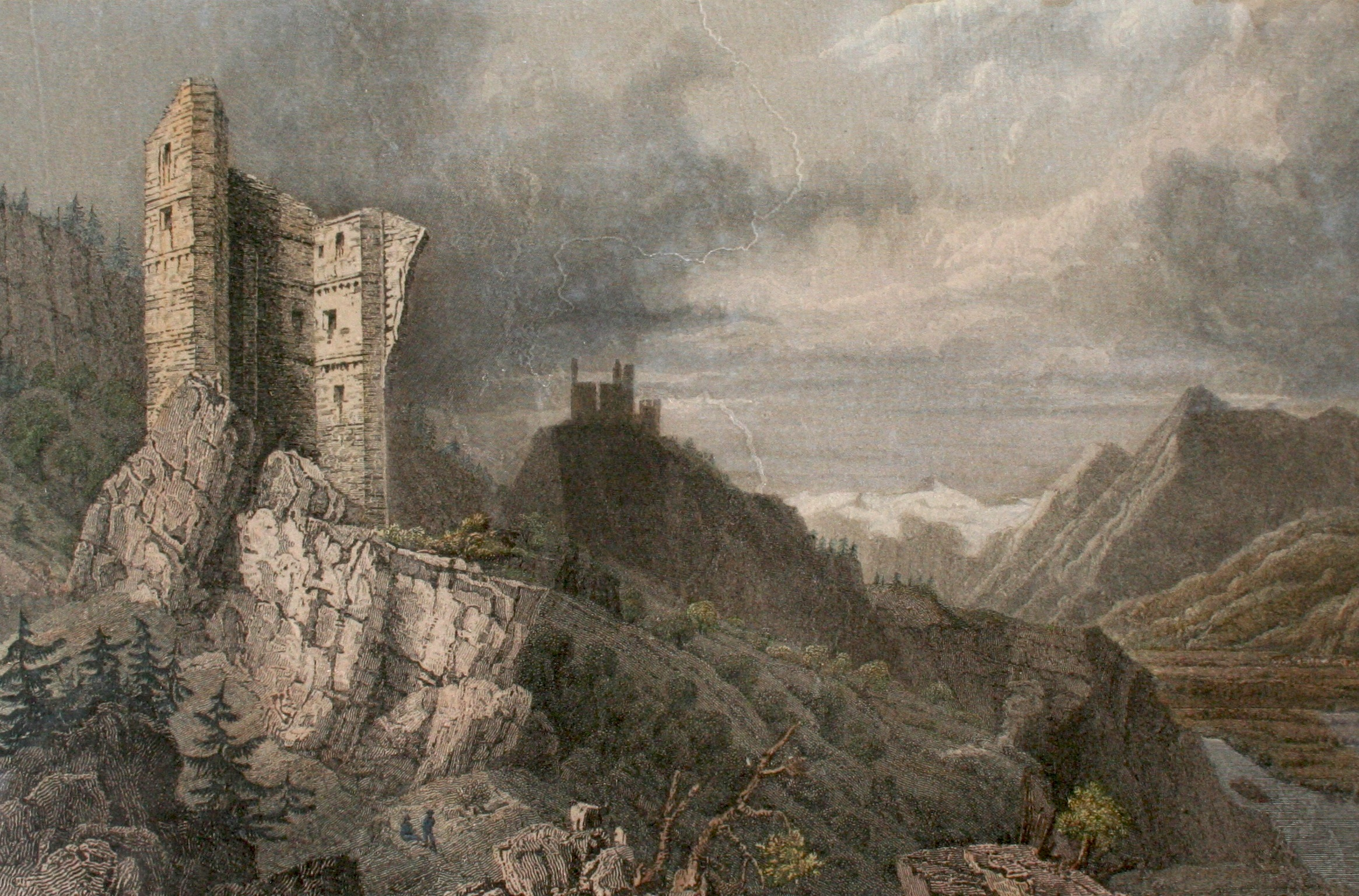
Haldenstein mit Lichtenstein um 1830

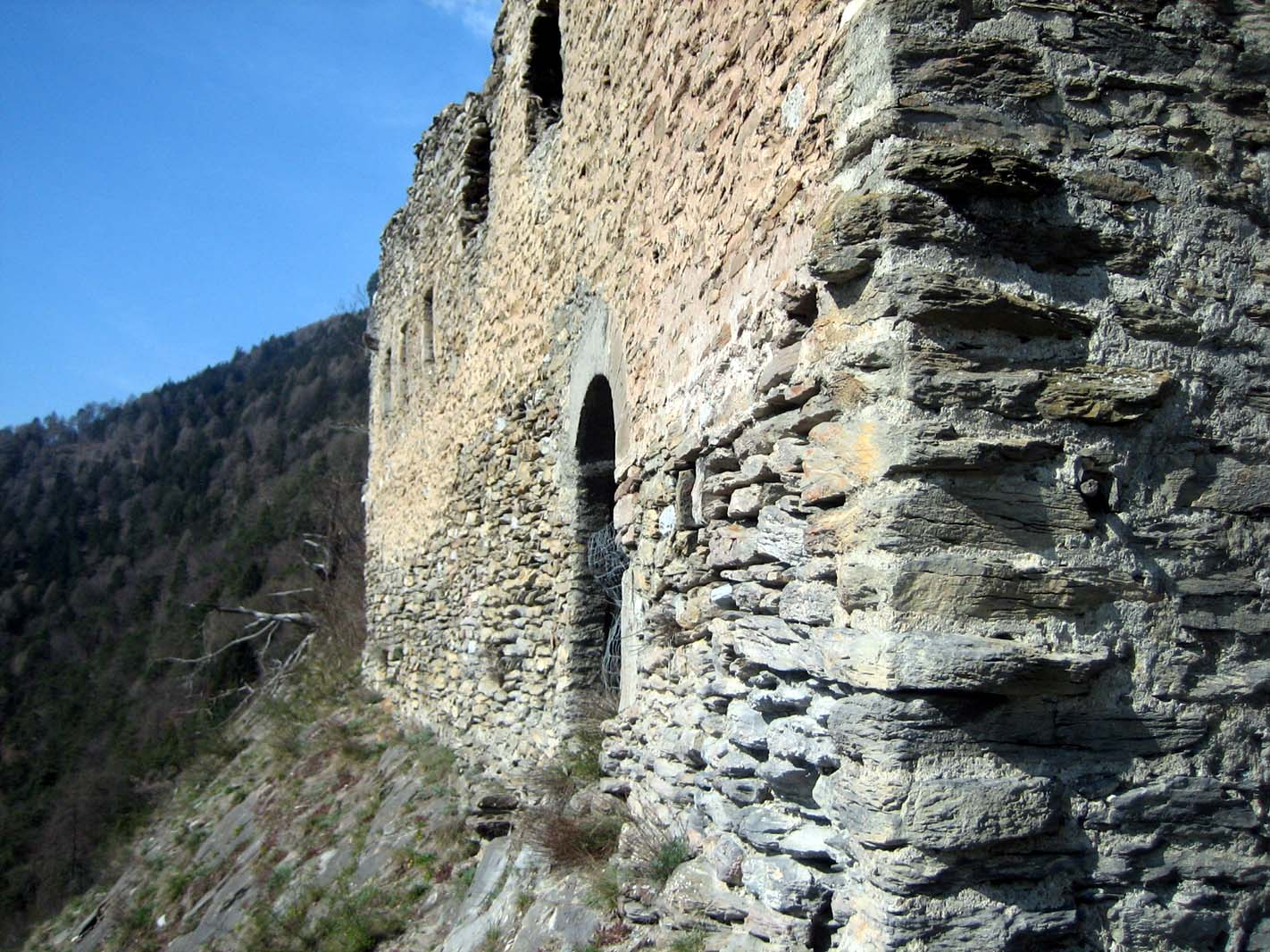
Wohntrakt der Burg Lichtenstein

Wie Funde belegen, war der Platz im natürlichen Sattel nördlich der Burg, das sogenannte Hexenbödeli, von der Jungsteinzeit bis in die Spätantike besiedelt.
In den Quellen tauchen die Herren von Lichtenstein am 26. Juni 1180 erstmals auf: Damals wurde Henricus de Lihtensten ins Churer Totenbuch eingetragen. Die Burg dürfte damals schon bestanden haben, während die benachbarten Burg Grottenstein und vor allem Haldenstein wohl etwas jünger sind. Noch im 12. Jahrhundert scheint sich die Familie in einen Lichtensteiner- und einen Haldensteiner-Zweig aufgeteilt zu haben; dies lässt sich aus den recht ähnlichen Wappen der Familien schliessen.
Bereits hundert Jahre später verschwanden die Lichtensteiner wieder aus den Quellen: Am 22. März 1275 starb mit Ritter Ulrich von Lichtenstein ihr letzter weltlicher Vertreter. Ein Domherr Rudolf von Lichtenstein wird 1282 letztmals erwähnt. Das Erbe der Ritter von Lichtenstein und ihre Burg fiel nun an ihre Verwandten, die von Haldenstein. Dort taucht der Namen Lichtenstein als Vorname auf: 1351 bis 1386 wird ein Lichtenstein von Haldenstein als jüngster von vier Brüdern in den Urkunden erwähnt.
1396 wird die Burg urkundlich letztmals erwähnt: Damals, nach einer Fehde zwischen dem Churer Bischof und Ulrich Brun von Rhäzüns, versöhnten sich Anna von Haldenstein und ihr Mann, Christoph von Hertenegg, als bischöfliche Gefolgsleute mit Brun. Dies wurde schriftlich festgehalten ze Liehtenstain uff der vesti. Im 15. Jahrhundert scheint Lichtenstein verlassen worden zu sein. 1479 wird noch ein Weg erwähnt,der gen Liechtenstein gat, später gibt es keine Hinweise mehr. Anzeichen auf eine gewaltsame Zerstörung der Anlage fehlen. Um die Mitte des 16. Jahrhunderts wurde die Burg erstmals als Ruine beschrieben.
1622, mitten in den Bündner Wirren, wurde Lichtenstein von Alois Baldiron mit einer rund 200 Mann starken Truppe besetzt. Sie hätte den Prättigauern den Zugang ins Bündner Oberland erschweren sollen, doch gingen ihr schon nach drei Tagen Trinkwasser und Proviant aus. Danach wurde Lichtenstein endgültig dem Zerfall überlassen. Erst im 20. Jahrhundert wurden kleinere Sicherungsmassnahmen am Mauerwerk vorgenommen.

## Anlage

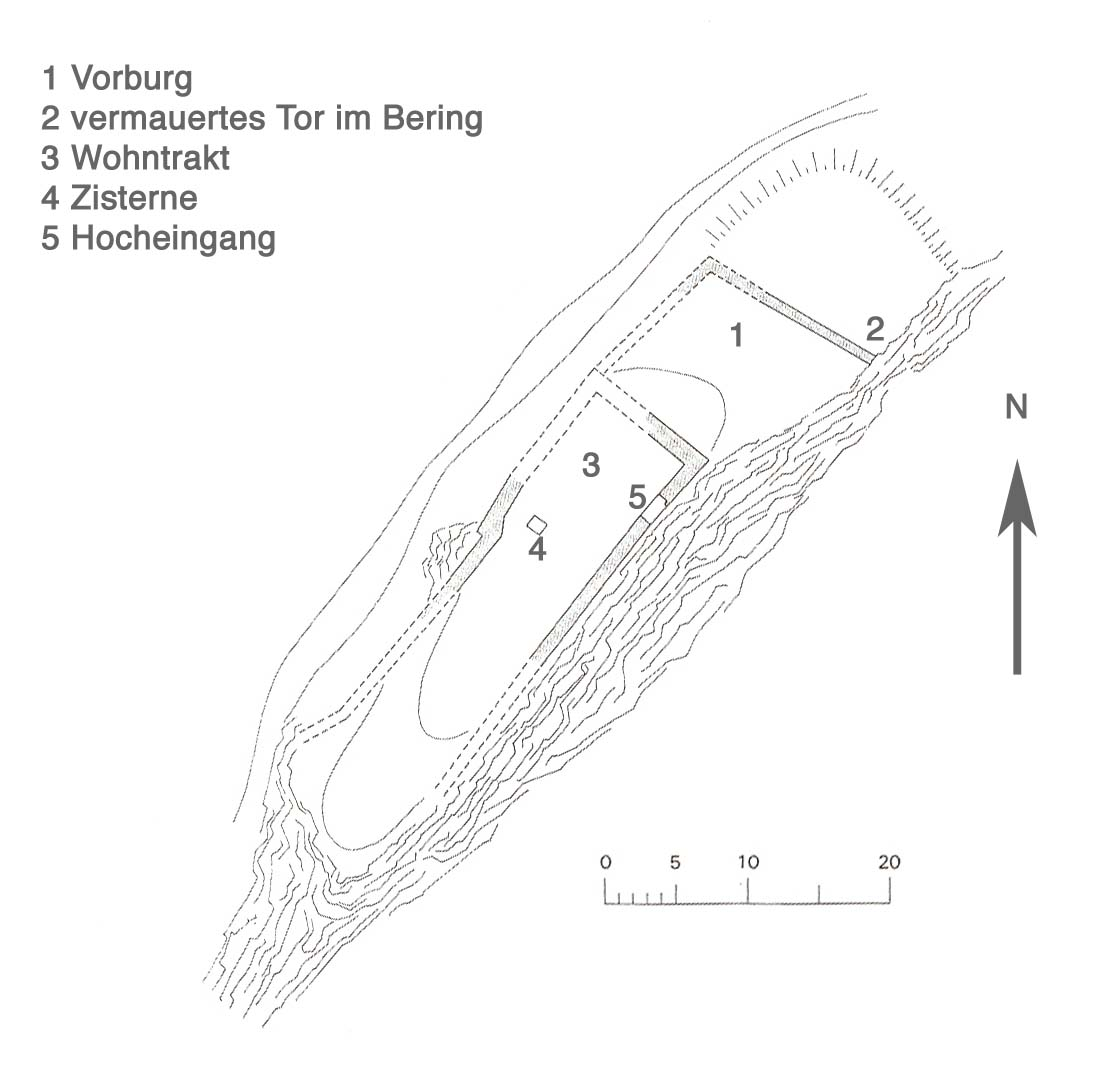
Plan der Anlage

Die noch erhaltenen Mauerreste bestehen aus eher kleinen flachen Bruchsteinen, viele davon in Opus spicatum (Ährenwerk). Auf der künstlich planierten Wiesenfläche nordwestlich der Ruine sind keine Mauerreste mehr vorhanden, sie gehörte jedoch mit Sicherheit auch zur Burg. Das ursprüngliche Tor, das im Nordosten in den Bering führte, ist später vermauert worden; ein späteres Tor konnte nicht bestimmt werden.
Der dreistöckige Wohntrakt bildete ein langgezogenes Rechteck mit einer ebenerdigen Rundbogentür mit Tuffgewänden und Holzsturz auf der SO-Seite, die nur über eine (mittlerweile verschwundene) Holzkonstruktion zugänglich war. Heute führt die Tür direkt in den Abgrund. Eine vertikale Fuge in der NW-Wand deutet auf eine nachträgliche Erweiterung des Baus hin. Spuren einer inneren Unterteilung des Traktes gibt es nicht. Im Inneren des Wohntraktes liegt eine gut erhaltene Tankzisterne mit rechteckigem Grundriss, gewölbter Decke und Ziegelschrotverputz.